# Устюгово
Устю́гово — деревня в Тарском районе Омской области России. Входит в состав Орловского сельского поселения.

## История
Основана в 1820 году. В 1928 году состояла из 24 хозяйств, основное население — русские. В административном отношении деревня являлась центром Устюговского сельсовета Нижне-Колосовского района Тарского округа Сибирского края.

## Население
| 1926 | 2002 | 2010 |
| ---- | ---- | ---- |
| 123  | ↘29  | ↘8   |

## Улицы
В селе имеются две улицы: Зелёная и Лесная.